# نوربرج

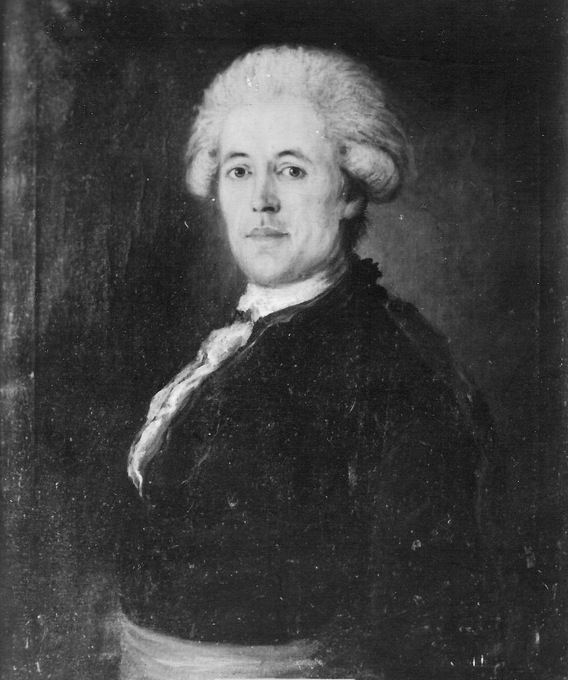
صورة لنوربرج، رسمها Martin David Roth

نوربرج (بالسويدية: Matthias Norberg)‏ (1747 - 1826 م) هو مستشرق، من أهل السويد.
عني بالأدب السرياني والتركي، ونقل بعض التواريخ العثمانية إلى السويدية.